# Maria Altmann
Maria Altmann, született Maria Victoria Bloch (Bécs, 1916. február 18. – Los Angeles, 2011. február 7.) osztrák zsidó nő, aki elmenekült a nácik elől, majd sikerült jogi úton visszaszereznie öt, korábban a családja tulajdonában álló Gustav Klimt-festményt, amelyeket a nácik elraboltak tőlük a második világháború alatt. A történetet a 2015-ben bemutatott, Hölgy aranyban című film dolgozza fel, melyben Altmannt Helen Mirren és Tatiana Maslany alakítja.

## Fiatalkora
Bauer (1874–1961) és Gustav Bloch (1862–1938) lányaként született. A család az ezt követő évben változtatta nevét Bloch-Bauerre. Maria nagynénje volt Adele Bloch-Bauer, aki Klimt legismertebb festményei közül többnek is a modellje volt, és akinek híres bécsi szalonját a kor legjelesebb művészei látogatták, köztük Gustav Mahler, Richard Strauss, Arthur Schnitzler, Johannes Brahms, Franz Werfel, Alma Mahler, Leo Slezak, Otto Wagner, George Minne, Karl Renner, Julius Tandler, valamint Klimt.
Maria 1937-ben házasságot kötött Fredrick „Fritz” Altmann-nal. Nem sokkal párizsi nászútjuk után az Anschluss a náci Németországhoz csatolta Ausztriát. Fredricket letartóztatták és a dachaui koncentrációs táborba küldték, hogy rákényszerítsék fivérét, az addigra már Angliában biztonságban élő Bernhard Altmannt, hogy adja át sikeres textilgyárát a németeknek. Miután megkapták a gyárat, a nácik kiengedték Fredricket, és a házaspár elmenekült az országból. Mindent maguk mögött kellett hagyniuk, az otthonukat, a szeretteiket és vagyonukat, közte ékszereket, melyek később Hermann Göring gyűjteményébe kerültek. Több barátjukat és rokonukat vagy megölték a nácik, vagy öngyilkosok lettek. Az Altmann házaspár előbb Liverpoolba utazott, majd az Egyesült Államokba, ahol először a Massachusetts állambeli Fall Riverben, majd Los Angeles egy előkelő negyedében, Cheviot Hillsben telepedtek le. Maria Altmann unokatestvére, Ruth Rogers-Altmann körülbelül ugyanekkor menekült el Bécsből, és telepedett le New Yorkban.
Nem sokkal azután, hogy Los Angelesbe érkezett, Maria egy, az Egyesült Államokban ekkor még nem kapható kasmírpulóvert kapott postán sógorától, Bernhard Altmanntól, egy üzenettel: „Nézd meg, mihez tudsz ezzel kezdeni.” Maria elvitte a pulóvert a Beverly Hills-i Kerr's áruházba, és sikerült számos vevőt találnia Bernhard Altmann kasmírpulóvereire Kaliforniában és szerte az Egyesült Államokban. Maria Kaliforniában a kasmírgyapjú képviselőjévé vált, és végül saját ruhaipari vállalkozást alapított. Ügyfelei közé tartozott Spencer Tracy színész édesanyja, Caroline Brown Tracy.
Altmann 1945-ben amerikai állampolgárságot kapott. Férje 1994-ben elhunyt.

## A Klimt-ügy háttere
Altmann nagybátyja, Ferdinand Bloch-Bauer cseh cukormágnás kisebb gyűjteménnyel rendelkezett Gustav Klimt műveiből, köztük felesége, Adele Bloch-Bauer két portréjával. Az 1925-ben elhunyt Adele végakaratában arra kérte férjét, hogy saját halála után hagyja a Klimt-festményeket az Osztrák Nemzeti Galériára. A későbbiekben nagy vitákat kiváltó kérdésnek bizonyult, hogy ez a kérés mennyiben tekinthető kötelező érvényűnek a férjre nézve, aki maga volt a képek tulajdonosa. Az 1938-as Anschlusst és Ferdinandnak az országból történt menekülését követően a képek fosztogatás útján egy náci ügyvédhez kerültek. Ferdinand Bloch-Bauer 1945. november 13-án, nem sokkal a háború vége után elhunyt, örökösei egy unokaöccse és két unokahúga – egyikük Maria Altmann – lettek. Eddigre öt festmény az osztrák kormány tulajdonába került.
Ausztria az 1990-es években nyomás alá került, hogy újra megvizsgálja náci múltját. A Zöld Párt hatására 1998-ban egy új törvény nagyobb átláthatóságot biztosított abban az eddig zavaros folyamatban, amivel a náci korszakban ellopott műalkotások jogos tulajdonosukhoz történő visszajuttatása járt. Mikor először megnyitották a Kulturális Minisztérium archívumát, az új törvény lehetővé tette Hubertus Czernin osztrák oknyomozó újságíró számára, hogy kiderítse, hogy ellentétben azzal, amit eddig feltételeztek, Ferdinand Bloch-Bauer nem adományozta a képeket az állami múzeumnak.

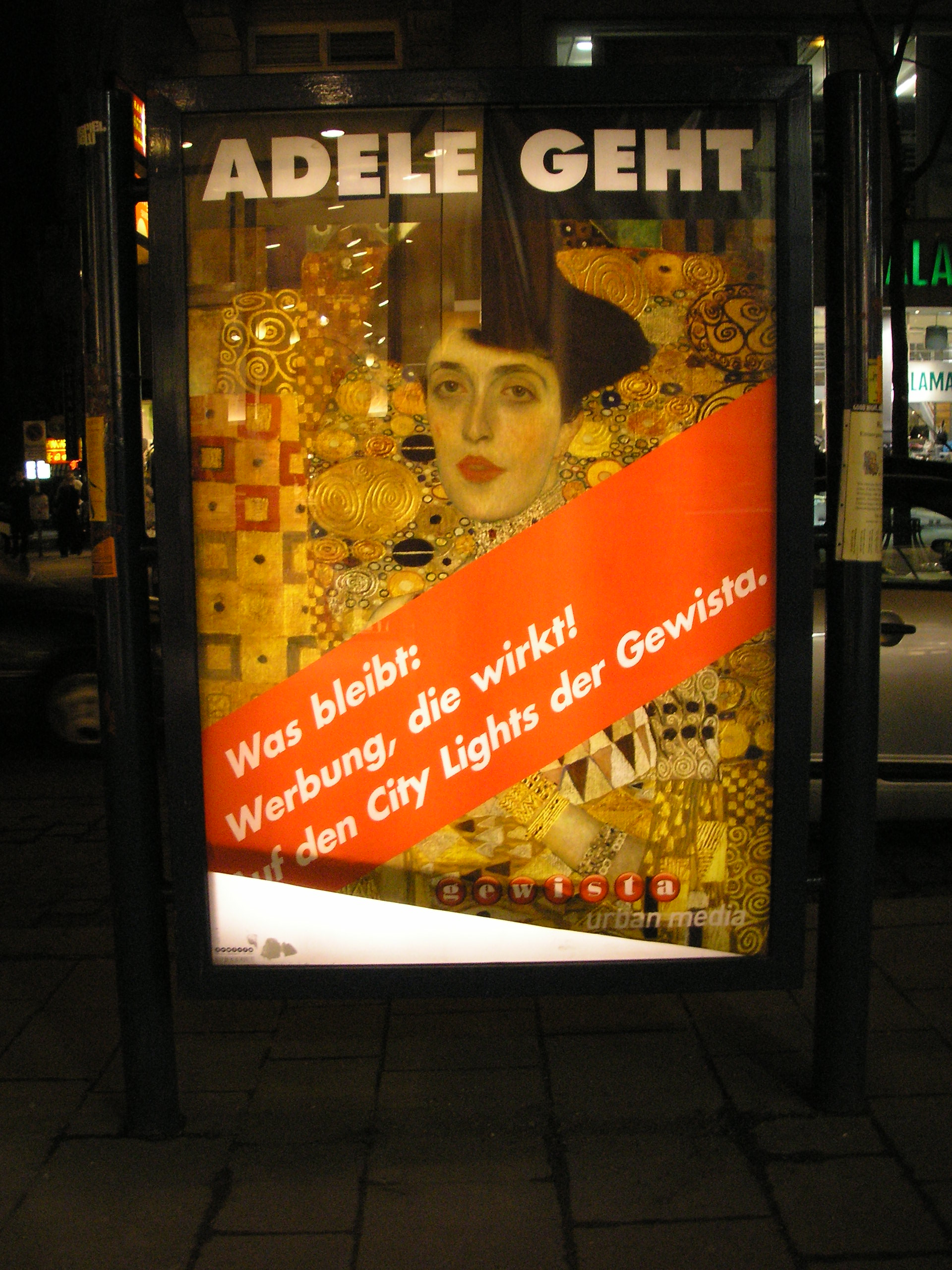
„Adele távozik” – poszter Bécsben, mellyel búcsúznak az Adele Bloch-Bauer festménytől

Altmann, mikor tudomást szerzett Czernin eredményeiről, először az osztrák kormánnyal próbált tárgyalni a festmények visszaszerzéséről. Ekkor még csak a Klimt-tájképeket szerette volna visszakapni, melyek egykor a családja tulajdonában álltak, és hajlandó lett volna hagyni, hogy a portrékat Ausztria megtartsa, javaslatát azonban nem vették komolyan. 1999-ben egy osztrák bíróság előtt próbálta beperelni az államot, az osztrák törvények szerint azonban a kereset benyújtásához be kellett volna fizetnie a festmények értékének egy bizonyos százalékát. Az öt festményt ekkor körülbelül 135 millió amerikai dollár értékűre becsülték, így Altmann-nak több mint másfél millió dollárt be kellett volna fizetnie. Bár ezt az összeget később 350 000 dollárra csökkentették, ez még mindig túl soknak bizonyult Altmann számára, így le kellett mondania arról, hogy Ausztriában szerez érvényt igazának.
2000-ben Altmann keresetet nyújtott be a kaliforniai kerületi bíróságon egy 1976-ban hozott törvény, a Foreign Sovereign Immunities Act értelmében (amely meghatározza, hogy idegen államok mely esetekben perelhetőek amerikai bíróságokon). Az ügy a Legfelsőbb Bíróság elé került, ahol 2004-ben az Osztrák Köztársaság kontra Altmann ügyben úgy döntöttek, az 1976-os törvény visszamenőleg is érvényes, így Ausztria nem immunis egy ilyen perrel szemben. A döntés után Altmann és Ausztria megegyeztek, hogy három osztrák bíró fog választottbíróként eljárni az ügyben. 2006. január 16-án a bírók úgy döntöttek, Ausztria köteles visszajuttatni a festményeket Altmann-nak és más örökösöknek. Ausztria márciusban visszajuttatta a festményeket a jogos örökösöknek.
A festmények értékét ekkor összesen legalább 150 millió dollárra becsülték; a nácik által elrabolt műkincsek közül ez képviseli a legnagyobb, egy tételben visszatérített értéket. A festmények 2006 márciusában hagyták el Ausztriát, és az év június 30-áig a Los Angeles Megyei Művészeti Múzeumban állították ki őket. Altmann pár hónappal azután, hogy visszakapta a festményeket, megbízta a Christie’s aukciósházat a Klimt-festmények eladásával. Az Adele Bloch-Bauer portréja I (1907) az Estée Lauder kozmetikai cég örökösének, Ronald Laudernak a tulajdonába került 135 millió dollárért, ami ebben az időben a legmagasabb összeg volt, amit valaha egy festményért kifizettek. 2006. július 13-a óta a festményt a Lauder által 2001-ben alapított, New York-i Neue Galerie állítja ki. A másik négy Klimt-festményt 2006-ban több héten át szintén kiállította a Neue Galerie.
2006 novemberében az 1912-ben készült Adele Bloch-Bauer II festményt a Christie's majdnem 88 millió dollárért adta el New Yorkban. Ezzel együtt a négy festmény (az első Adele-portrén kívül) összesen 192,7 millió dollárért kelt el; a Lauder által megvásárolt Adele-portréval együtt az öt festményt körülbelül 325 millióért árverezték el. A bevételt az örökösök közt osztották el.
A bevétel egy részét a Maria Altmann Családi Alapítvány kapta, amely a Los Angeles-i Holokausztmúzeumot és más nyilvános és jótékonysági intézményeket támogat.

## Halála
Altmann 2011. február 7-én, nem sokkal kilencvenötödik születésnapja előtt hunyt el Cheviot Hills-i otthonában. a gyászhír megjelent a The New York Timesban, a The Guardianben és sok más újságban világszerte.

## Öröksége
Altmann történetéről három dokumentumfilm készült. A 2007-ben megjelent The Stealing Klimt Story („A Klimt ellopása”) interjúkból áll össze, melyeket Altmann-nal és az ügy más szereplőivel készítettek, köztük Altmann ügyvédjével, E. Randol Schoenberggel és Hubertus Czerninnel. A 2008-ban megjelent Adele's Wish („Adele kívánsága”), Terrence Turner filmje szintén interjúkat mutat be Altmann-nal, Schoenberggel és vezető szakértőkkel a világ minden tájáról. A The Rape of Europa („Erőszak Európa ellen”), mely a náci fosztogatásokat mutatja be, szintén foglalkozik Altmann-nal.
Altmann élettörténetéről és küzdelméről a festmények visszaszerzéséért beszámol Anne-Marie O'Connor The Lady in Gold, the Extraordinary Tale of Gustav Klimt's Masterpiece, Portrait of Adele Bloch-Bauer („Hölgy aranyban: Gustav Klimt mesterművének, az Adele Bloch-Bauer portréjának elképesztő története”) című könyve. Altmannról időskori ápolója, Gregor Collins is megemlékezik memoárjában  (The Accidental Caregiver: How I Met, Loved, and Lost Legendary Holocaust Refugee Maria Altmann – „Gondozó a véletlennek köszönhetően: hogyan ismertem meg, szerettem és veszítettem el a legendás holokauszt-menekültet, Maria Altmannt”). A 2012. augusztus 15-én megjelent műben Collins beszámol  véletlennek köszönhető találkozásukról és hároméves ismeretségükről, melynek Altmann halála vetett véget 2011-ben.
Altmannt Helen Mirren és Tatiana Maslany alakítja a 2015-ben megjelent Hölgy aranyban című filmben, amely Altmann csaknem tízéves küzdelmét mutatja be öröksége visszaszerzéséért. A filmben Ryan Reynolds játssza E. Randol Schoenberget.
Laurie Lico Albanese 2017-ben megjelent, történelmi ihletésű regénye, a Stolen Beauty („Ellopott szépség”) Maria Altmann és nagynénje, Adele Bloch-Bauer történetét meséli el.

## Fordítás
- Ez a szócikk részben vagy egészben  a   Maria Altmann című angol Wikipédia-szócikk ezen változatának fordításán alapul.  Az eredeti cikk szerkesztőit annak laptörténete sorolja fel. Ez a jelzés csupán a megfogalmazás eredetét és a szerzői jogokat jelzi, nem szolgál a cikkben szereplő információk forrásmegjelöléseként.